# جزيرة العربية
جزيرة العربية هي جزيرة سعودية تقع في الخليج العربي بالقرب من جزيرة فارسي التابعة لإيران، تقدر مساحتها بحوالي عشرة هكتارات، وتبعد عن الساحل بحوالي 50 ميل بحري.
كانت الجزيرة إلى جانب جزيرة فارسي تقع في نزاع إقليمي بين السعودية وإيران، ولكن حصلت اتفاقية في الستينيات الميلادية من القرن الماضي تم بموجبها تنازل إيران عن الجزيرة للسعودية.